# Mouyengué
Mouyengué est un canton et une localité du Cameroun dans l'arrondissement de Tokombéré, le département du Mayo-Sava et la Région de l'Extrême-Nord, à proximité de la frontière avec le Nigeria. 

## Population
En 1966-1967 la localité comptait 873 habitants, des Mouyeng, d'où son nom. À cette date elle disposait d'un marché de coton et d'un marché d'arachide.
Lors du recensement de 2005, 5 405 personnes ont été dénombrées dans le canton.